# Veliki požar Meireki
Veliki požar Meireki (明暦の大火, Meireki no taika), znan tudi kot Požar Furisode, je 2. marca 1657, tretjega leta cesarske dobe Meireki, uničil 60–70 % japonske prestolnice Edo (danes Tokio). Požar je trajal tri dni in po ocenah je ubil več kot 100.000 ljudi.

## Legenda
Ogenj naj bi po nesreči zanetil duhovnik, ki je upepelil domnevno zakleti kimono. Kimono so zaporedoma posedovale tri najstnice, ki so vse umrle, preden so ga sploh lahko nosile. Ko je oblačilo gorelo, je močan sunek vetra razpihnil ogenj, zaradi česar se je vnel lesen tempelj.

## Zgodovinski zapis
Požar se je začel na osemnajsti dan v letu v okrožju Hongō v Edu in se hitro razširil po mestu zaradi orkanskega vetra, ki je pihal s severozahoda. Edo je bil, tako kot večina takratnih japonskih mest ter večina tistih v celinski vzhodni Aziji, zgrajen predvsem iz lesa in papirja. Objekti so bili še posebej suhi zaradi suše prejšnje leto, ceste in drugi odprti prostori med objekti pa so bili majhni in ozki, zaradi česar se je požar posebej hitro širil in razraščal. (Mnoga mesta v Evropi so imela podobne težave, saj so bila zgrajena iz vnetljivega materiala in tesno zaprta; Veliki londonski požar 9 let kasneje je bil podobnega obsega.) Čeprav je imel Edo določeno gasilsko enoto, Hikeši (火消し, »gasilni aparat«) , je bilo ustanovljeno šele 21 let prej in preprosto ni bilo dovolj veliko, dovolj izkušeno ali dovolj dobro opremljeno, da bi se soočilo s takšnim požarom.
Drugi večer so se vetrovi spremenili, in ogenj je bil potisnjen z južnih robov mesta nazaj proti njegovemu središču. Hiše šogunovih najbližjih spremljevalcev v Kōdžimačiju so bile uničene, ko se je ogenj prebijal proti gradu Edo v samem središču mesta. Končno je bil glavni stolp rešen, vendar je bila večina zunanjih stavb ter vsi domovi za pomočnike in služabnike uničeni. Končno, tretji dan, so vetrovi polegli, prav tako plameni, toda gost dim je še nekaj dni preprečeval gibanje po mestu, odstranjevanje trupel in obnovo.

## Posledice
Na 24. dan novega leta, šest dni po začetku požara, so menihi in drugi začeli prevažati trupla umrlih po reki Sumida v Hondžo (Sumida, Tokio), skupnost na vzhodni strani reke. Tam so izkopali jame in pokopali trupla; na tem mestu je bil nato zgrajen Ekō-in (dvorana molitve za mrtve; (回向院), znan tudi kot Hondžo Ekō-in, budistični tempelj čiste dežele).
Prizadevanja za obnovo so trajala dve leti, saj je šogunat izkoristil priložnost za reorganizacijo mesta glede na različne praktične vidike. Pod vodstvom rōdžū Macudaira Nobucuna so bile ulice razširjene, nekatera okrožja pa preoblikovana in reorganizirana; posebna skrb je bila namenjena obnovi trgovskega središča Edo, s čimer se je do neke mere zaščitilo in okrepilo celotno nacionalno gospodarstvo. Običajnim prebivalcem in samurajem je vlada dodelila sredstva za obnovo svojih domov, obnovo šogunovega gradu pa je bilo treba dokončati nazadnje. Območje okrog gradu, ko je bilo obnovljeno, je bilo preurejeno tako, da je ostalo več prostorov, ki so delovali kot protipožarni pasovi; domove častnikov so preselili dlje od gradu, številne templje in svetišča pa so preselili na bregove reke.
Ena največjih nesreč v japonski zgodovini, smrt in uničenje, ki ju je povzročil požar Meireki, je bilo skoraj primerljivo s tistim, ki sta jih utrpela velik potres v Kantōju leta 1923 in bombardiranje Tokia leta 1945 v drugi svetovni vojni. Vsak od teh dogodkov 20. stoletja, tako kot požar v Meirekiju manj kot tri stoletja prej, je povzročil približno 100.000 smrti in uničenje večine mesta.

## V popularni kulturi
Ognjeni kimono, skrivnostni roman Laure Joh Rowland iz leta 2008, je navdihnil dogodek.